# Lista di asteroidi (49001-50000)
Di seguito una lista di asteroidi dal numero 49001 al 50000 con data di scoperta e scopritore.

## 49001-49100
| Nome         | Designazione provvisoria | Data di scoperta  | Scopritore                       |
| ------------ | ------------------------ | ----------------- | -------------------------------- |
| 49001 -      | 1998 QZ54                | 27 agosto 1998    | LONEOS                           |
| 49002 -      | 1998 QX57                | 30 agosto 1998    | Spacewatch                       |
| 49003 -      | 1998 QC58                | 30 agosto 1998    | Spacewatch                       |
| 49004 -      | 1998 QK61                | 26 agosto 1998    | LONEOS                           |
| 49005 -      | 1998 QN62                | 27 agosto 1998    | BAO Schmidt CCD Asteroid Program |
| 49006 -      | 1998 QL63                | 31 agosto 1998    | W. Bickel                        |
| 49007 -      | 1998 QF67                | 24 agosto 1998    | LINEAR                           |
| 49008 -      | 1998 QY68                | 24 agosto 1998    | LINEAR                           |
| 49009 -      | 1998 QZ68                | 24 agosto 1998    | LINEAR                           |
| 49010 -      | 1998 QF72                | 24 agosto 1998    | LINEAR                           |
| 49011 -      | 1998 QQ72                | 24 agosto 1998    | LINEAR                           |
| 49012 -      | 1998 QR72                | 24 agosto 1998    | LINEAR                           |
| 49013 -      | 1998 QW73                | 24 agosto 1998    | LINEAR                           |
| 49014 -      | 1998 QQ74                | 24 agosto 1998    | LINEAR                           |
| 49015 -      | 1998 QG75                | 24 agosto 1998    | LINEAR                           |
| 49016 -      | 1998 QJ77                | 24 agosto 1998    | LINEAR                           |
| 49017 -      | 1998 QN77                | 24 agosto 1998    | LINEAR                           |
| 49018 -      | 1998 QY84                | 24 agosto 1998    | LINEAR                           |
| 49019 -      | 1998 QF85                | 24 agosto 1998    | LINEAR                           |
| 49020 -      | 1998 QP86                | 24 agosto 1998    | LINEAR                           |
| 49021 -      | 1998 QL89                | 24 agosto 1998    | LINEAR                           |
| 49022 -      | 1998 QV91                | 28 agosto 1998    | LINEAR                           |
| 49023 -      | 1998 QQ93                | 28 agosto 1998    | LINEAR                           |
| 49024 -      | 1998 QX95                | 19 agosto 1998    | LINEAR                           |
| 49025 -      | 1998 QL96                | 19 agosto 1998    | LINEAR                           |
| 49026 -      | 1998 QW98                | 26 agosto 1998    | E. W. Elst                       |
| 49027 -      | 1998 QA99                | 26 agosto 1998    | E. W. Elst                       |
| 49028 -      | 1998 QM99                | 26 agosto 1998    | E. W. Elst                       |
| 49029 -      | 1998 QN102               | 26 agosto 1998    | E. W. Elst                       |
| 49030 -      | 1998 QL103               | 26 agosto 1998    | E. W. Elst                       |
| 49031 -      | 1998 QT103               | 26 agosto 1998    | E. W. Elst                       |
| 49032 -      | 1998 QS104               | 26 agosto 1998    | E. W. Elst                       |
| 49033 -      | 1998 QL105               | 25 agosto 1998    | E. W. Elst                       |
| 49034 -      | 1998 QS105               | 25 agosto 1998    | E. W. Elst                       |
| 49035 -      | 1998 QX106               | 25 agosto 1998    | E. W. Elst                       |
| 49036 Pelion | 1998 QM107               | 21 agosto 1998    | R. J. Whiteley, D. J. Tholen     |
| 49037 -      | 1998 QV107               | 17 agosto 1998    | LINEAR                           |
| 49038 -      | 1998 QY109               | 23 agosto 1998    | LINEAR                           |
| 49039 -      | 1998 RH                  | 1 settembre 1998  | F. B. Zoltowski                  |
| 49040 -      | 1998 RO                  | 9 settembre 1998  | ODAS                             |
| 49041 -      | 1998 RW                  | 12 settembre 1998 | T. Kobayashi                     |
| 49042 -      | 1998 RD2                 | 12 settembre 1998 | F. B. Zoltowski                  |
| 49043 -      | 1998 RG4                 | 14 settembre 1998 | LINEAR                           |
| 49044 -      | 1998 RL15                | 15 settembre 1998 | Spacewatch                       |
| 49045 -      | 1998 RC17                | 14 settembre 1998 | LINEAR                           |
| 49046 -      | 1998 RV18                | 14 settembre 1998 | LINEAR                           |
| 49047 -      | 1998 RK20                | 14 settembre 1998 | LINEAR                           |
| 49048 -      | 1998 RZ21                | 15 settembre 1998 | Spacewatch                       |
| 49049 -      | 1998 RF25                | 14 settembre 1998 | LINEAR                           |
| 49050 -      | 1998 RL26                | 14 settembre 1998 | LINEAR                           |
| 49051 -      | 1998 RW27                | 14 settembre 1998 | LINEAR                           |
| 49052 -      | 1998 RV32                | 14 settembre 1998 | LINEAR                           |
| 49053 -      | 1998 RY33                | 14 settembre 1998 | LINEAR                           |
| 49054 -      | 1998 RQ34                | 14 settembre 1998 | LINEAR                           |
| 49055 -      | 1998 RQ35                | 14 settembre 1998 | LINEAR                           |
| 49056 -      | 1998 RZ39                | 14 settembre 1998 | LINEAR                           |
| 49057 -      | 1998 RZ41                | 14 settembre 1998 | LINEAR                           |
| 49058 -      | 1998 RQ42                | 14 settembre 1998 | LINEAR                           |
| 49059 -      | 1998 RP44                | 14 settembre 1998 | LINEAR                           |
| 49060 -      | 1998 RJ46                | 14 settembre 1998 | LINEAR                           |
| 49061 -      | 1998 RF47                | 14 settembre 1998 | LINEAR                           |
| 49062 -      | 1998 RR47                | 14 settembre 1998 | LINEAR                           |
| 49063 -      | 1998 RN48                | 14 settembre 1998 | LINEAR                           |
| 49064 -      | 1998 RV49                | 14 settembre 1998 | LINEAR                           |
| 49065 -      | 1998 RE50                | 14 settembre 1998 | LINEAR                           |
| 49066 -      | 1998 RN53                | 14 settembre 1998 | LINEAR                           |
| 49067 -      | 1998 RP53                | 14 settembre 1998 | LINEAR                           |
| 49068 -      | 1998 RF54                | 14 settembre 1998 | LINEAR                           |
| 49069 -      | 1998 RM54                | 14 settembre 1998 | LINEAR                           |
| 49070 -      | 1998 RV54                | 14 settembre 1998 | LINEAR                           |
| 49071 -      | 1998 RQ56                | 14 settembre 1998 | LINEAR                           |
| 49072 -      | 1998 RY57                | 14 settembre 1998 | LINEAR                           |
| 49073 -      | 1998 RA58                | 14 settembre 1998 | LINEAR                           |
| 49074 -      | 1998 RE58                | 14 settembre 1998 | LINEAR                           |
| 49075 -      | 1998 RJ58                | 14 settembre 1998 | LINEAR                           |
| 49076 -      | 1998 RB59                | 14 settembre 1998 | LINEAR                           |
| 49077 -      | 1998 RT59                | 14 settembre 1998 | LINEAR                           |
| 49078 -      | 1998 RX59                | 14 settembre 1998 | LINEAR                           |
| 49079 -      | 1998 RJ62                | 14 settembre 1998 | LINEAR                           |
| 49080 -      | 1998 RP63                | 14 settembre 1998 | LINEAR                           |
| 49081 -      | 1998 RA64                | 14 settembre 1998 | LINEAR                           |
| 49082 -      | 1998 RB64                | 14 settembre 1998 | LINEAR                           |
| 49083 -      | 1998 RS64                | 14 settembre 1998 | LINEAR                           |
| 49084 -      | 1998 RU65                | 14 settembre 1998 | LINEAR                           |
| 49085 -      | 1998 RO67                | 14 settembre 1998 | LINEAR                           |
| 49086 -      | 1998 RB68                | 14 settembre 1998 | LINEAR                           |
| 49087 -      | 1998 RC68                | 14 settembre 1998 | LINEAR                           |
| 49088 -      | 1998 RS68                | 14 settembre 1998 | LINEAR                           |
| 49089 -      | 1998 RR69                | 14 settembre 1998 | LINEAR                           |
| 49090 -      | 1998 RV69                | 14 settembre 1998 | LINEAR                           |
| 49091 -      | 1998 RZ70                | 14 settembre 1998 | LINEAR                           |
| 49092 -      | 1998 RK71                | 14 settembre 1998 | LINEAR                           |
| 49093 -      | 1998 RG72                | 14 settembre 1998 | LINEAR                           |
| 49094 -      | 1998 RQ72                | 14 settembre 1998 | LINEAR                           |
| 49095 -      | 1998 RT72                | 14 settembre 1998 | LINEAR                           |
| 49096 -      | 1998 RL73                | 14 settembre 1998 | LINEAR                           |
| 49097 -      | 1998 RU73                | 14 settembre 1998 | LINEAR                           |
| 49098 -      | 1998 RZ73                | 14 settembre 1998 | LINEAR                           |
| 49099 -      | 1998 RB74                | 14 settembre 1998 | LINEAR                           |
| 49100 -      | 1998 RT74                | 14 settembre 1998 | LINEAR                           |

## 49101-49200
| Nome               | Designazione provvisoria | Data di scoperta  | Scopritore                       |
| ------------------ | ------------------------ | ----------------- | -------------------------------- |
| 49101 -            | 1998 RE76                | 14 settembre 1998 | LINEAR                           |
| 49102 -            | 1998 RQ76                | 14 settembre 1998 | LINEAR                           |
| 49103 -            | 1998 RE78                | 14 settembre 1998 | LINEAR                           |
| 49104 -            | 1998 RC79                | 14 settembre 1998 | LINEAR                           |
| 49105 -            | 1998 RT79                | 14 settembre 1998 | LINEAR                           |
| 49106 Janry        | 1998 SY                  | 16 settembre 1998 | ODAS                             |
| 49107 -            | 1998 SG1                 | 16 settembre 1998 | ODAS                             |
| 49108 Gouttesolard | 1998 SQ1                 | 16 settembre 1998 | ODAS                             |
| 49109 Agnesraab    | 1998 SO2                 | 18 settembre 1998 | R. Linderholm                    |
| 49110 Květafialová | 1998 SU2                 | 16 settembre 1998 | P. Pravec, L. Šarounová          |
| 49111 -            | 1998 SE6                 | 20 settembre 1998 | Spacewatch                       |
| 49112 -            | 1998 SF6                 | 20 settembre 1998 | Spacewatch                       |
| 49113 -            | 1998 SK7                 | 20 settembre 1998 | Spacewatch                       |
| 49114 -            | 1998 ST7                 | 20 settembre 1998 | Spacewatch                       |
| 49115 -            | 1998 SL9                 | 17 settembre 1998 | BAO Schmidt CCD Asteroid Program |
| 49116 -            | 1998 SX9                 | 18 settembre 1998 | Višnjan Observatory              |
| 49117 -            | 1998 SC10                | 16 settembre 1998 | ODAS                             |
| 49118 Sergerochain | 1998 SL10                | 19 settembre 1998 | ODAS                             |
| 49119 -            | 1998 SX11                | 19 settembre 1998 | ODAS                             |
| 49120 -            | 1998 SJ12                | 17 settembre 1998 | Višnjan Observatory              |
| 49121 -            | 1998 SL14                | 17 settembre 1998 | LONEOS                           |
| 49122 -            | 1998 SR14                | 17 settembre 1998 | LONEOS                           |
| 49123 -            | 1998 SX16                | 17 settembre 1998 | Spacewatch                       |
| 49124 -            | 1998 SF17                | 17 settembre 1998 | Spacewatch                       |
| 49125 -            | 1998 SB22                | 23 settembre 1998 | Višnjan Observatory              |
| 49126 -            | 1998 SF22                | 23 settembre 1998 | Višnjan Observatory              |
| 49127 -            | 1998 ST22                | 24 settembre 1998 | Višnjan Observatory              |
| 49128 -            | 1998 SD23                | 17 settembre 1998 | LONEOS                           |
| 49129 -            | 1998 SW23                | 17 settembre 1998 | LONEOS                           |
| 49130 -            | 1998 SQ24                | 17 settembre 1998 | LONEOS                           |
| 49131 -            | 1998 SV24                | 17 settembre 1998 | LONEOS                           |
| 49132 -            | 1998 SW24                | 17 settembre 1998 | LONEOS                           |
| 49133 -            | 1998 SC25                | 19 settembre 1998 | LONEOS                           |
| 49134 -            | 1998 SF27                | 18 settembre 1998 | Višnjan Observatory              |
| 49135 -            | 1998 SP28                | 17 settembre 1998 | Spacewatch                       |
| 49136 -            | 1998 SY33                | 26 settembre 1998 | LINEAR                           |
| 49137 -            | 1998 SC35                | 26 settembre 1998 | LINEAR                           |
| 49138 -            | 1998 SV36                | 20 settembre 1998 | Spacewatch                       |
| 49139 -            | 1998 SF37                | 21 settembre 1998 | Spacewatch                       |
| 49140 -            | 1998 SU40                | 25 settembre 1998 | Spacewatch                       |
| 49141 -            | 1998 SM41                | 25 settembre 1998 | Spacewatch                       |
| 49142 -            | 1998 SQ42                | 23 settembre 1998 | Farra d'Isonzo                   |
| 49143 -            | 1998 SK43                | 23 settembre 1998 | BAO Schmidt CCD Asteroid Program |
| 49144 -            | 1998 SB46                | 25 settembre 1998 | Spacewatch                       |
| 49145 -            | 1998 SD46                | 25 settembre 1998 | Spacewatch                       |
| 49146 -            | 1998 SN48                | 27 settembre 1998 | Spacewatch                       |
| 49147 -            | 1998 SR48                | 27 settembre 1998 | Spacewatch                       |
| 49148 -            | 1998 SB49                | 23 settembre 1998 | Višnjan Observatory              |
| 49149 -            | 1998 SD49                | 24 settembre 1998 | Višnjan Observatory              |
| 49150 -            | 1998 SO50                | 26 settembre 1998 | Spacewatch                       |
| 49151 -            | 1998 SM51                | 27 settembre 1998 | Spacewatch                       |
| 49152 -            | 1998 SQ52                | 29 settembre 1998 | Spacewatch                       |
| 49153 -            | 1998 ST52                | 30 settembre 1998 | Spacewatch                       |
| 49154 -            | 1998 SM53                | 16 settembre 1998 | LONEOS                           |
| 49155 -            | 1998 SZ53                | 16 settembre 1998 | LONEOS                           |
| 49156 -            | 1998 SN54                | 16 settembre 1998 | LONEOS                           |
| 49157 -            | 1998 SQ54                | 16 settembre 1998 | LONEOS                           |
| 49158 -            | 1998 SB55                | 16 settembre 1998 | LONEOS                           |
| 49159 -            | 1998 SK55                | 16 settembre 1998 | LONEOS                           |
| 49160 -            | 1998 SW55                | 16 settembre 1998 | LONEOS                           |
| 49161 -            | 1998 SE56                | 16 settembre 1998 | LONEOS                           |
| 49162 -            | 1998 SO56                | 16 settembre 1998 | LONEOS                           |
| 49163 -            | 1998 SQ56                | 17 settembre 1998 | LONEOS                           |
| 49164 -            | 1998 ST56                | 17 settembre 1998 | LONEOS                           |
| 49165 -            | 1998 SU56                | 17 settembre 1998 | LONEOS                           |
| 49166 -            | 1998 SL57                | 17 settembre 1998 | LONEOS                           |
| 49167 -            | 1998 SP57                | 17 settembre 1998 | LONEOS                           |
| 49168 -            | 1998 SB58                | 17 settembre 1998 | LONEOS                           |
| 49169 -            | 1998 SL59                | 17 settembre 1998 | LONEOS                           |
| 49170 -            | 1998 SN59                | 17 settembre 1998 | LONEOS                           |
| 49171 -            | 1998 SD60                | 17 settembre 1998 | LONEOS                           |
| 49172 -            | 1998 SE60                | 17 settembre 1998 | LONEOS                           |
| 49173 -            | 1998 SQ63                | 29 settembre 1998 | BAO Schmidt CCD Asteroid Program |
| 49174 -            | 1998 SA64                | 20 settembre 1998 | E. W. Elst                       |
| 49175 -            | 1998 SG65                | 20 settembre 1998 | E. W. Elst                       |
| 49176 -            | 1998 SS65                | 20 settembre 1998 | E. W. Elst                       |
| 49177 -            | 1998 SU65                | 20 settembre 1998 | E. W. Elst                       |
| 49178 -            | 1998 SB67                | 20 settembre 1998 | E. W. Elst                       |
| 49179 -            | 1998 SC67                | 20 settembre 1998 | E. W. Elst                       |
| 49180 -            | 1998 SE67                | 20 settembre 1998 | E. W. Elst                       |
| 49181 -            | 1998 SU67                | 20 settembre 1998 | E. W. Elst                       |
| 49182 -            | 1998 SP69                | 19 settembre 1998 | LINEAR                           |
| 49183 -            | 1998 SW72                | 21 settembre 1998 | E. W. Elst                       |
| 49184 -            | 1998 SW73                | 21 settembre 1998 | E. W. Elst                       |
| 49185 -            | 1998 SA74                | 21 settembre 1998 | E. W. Elst                       |
| 49186 -            | 1998 SS75                | 20 settembre 1998 | BAO Schmidt CCD Asteroid Program |
| 49187 Zucchini     | 1998 SY75                | 18 settembre 1998 | Osservatorio San Vittore         |
| 49188 -            | 1998 SZ79                | 26 settembre 1998 | LINEAR                           |
| 49189 -            | 1998 SJ80                | 26 settembre 1998 | LINEAR                           |
| 49190 -            | 1998 SL81                | 26 settembre 1998 | LINEAR                           |
| 49191 -            | 1998 SN85                | 26 settembre 1998 | LINEAR                           |
| 49192 -            | 1998 SU89                | 26 settembre 1998 | LINEAR                           |
| 49193 -            | 1998 SM91                | 26 settembre 1998 | LINEAR                           |
| 49194 -            | 1998 SX95                | 26 settembre 1998 | LINEAR                           |
| 49195 -            | 1998 SG102               | 26 settembre 1998 | LINEAR                           |
| 49196 -            | 1998 SU103               | 26 settembre 1998 | LINEAR                           |
| 49197 -            | 1998 SC104               | 26 settembre 1998 | LINEAR                           |
| 49198 -            | 1998 SG107               | 26 settembre 1998 | LINEAR                           |
| 49199 -            | 1998 SQ107               | 26 settembre 1998 | LINEAR                           |
| 49200 -            | 1998 SW107               | 26 settembre 1998 | LINEAR                           |

## 49201-49300
| Nome                 | Designazione provvisoria | Data di scoperta  | Scopritore                       |
| -------------------- | ------------------------ | ----------------- | -------------------------------- |
| 49201 -              | 1998 SH110               | 26 settembre 1998 | LINEAR                           |
| 49202 -              | 1998 SE111               | 26 settembre 1998 | LINEAR                           |
| 49203 -              | 1998 SW115               | 26 settembre 1998 | LINEAR                           |
| 49204 -              | 1998 SR116               | 26 settembre 1998 | LINEAR                           |
| 49205 -              | 1998 SZ117               | 26 settembre 1998 | LINEAR                           |
| 49206 -              | 1998 SR118               | 26 settembre 1998 | LINEAR                           |
| 49207 -              | 1998 SV118               | 26 settembre 1998 | LINEAR                           |
| 49208 -              | 1998 SB119               | 26 settembre 1998 | LINEAR                           |
| 49209 -              | 1998 SN119               | 26 settembre 1998 | LINEAR                           |
| 49210 -              | 1998 ST119               | 26 settembre 1998 | LINEAR                           |
| 49211 -              | 1998 SX119               | 26 settembre 1998 | LINEAR                           |
| 49212 -              | 1998 SM121               | 26 settembre 1998 | LINEAR                           |
| 49213 -              | 1998 SW122               | 26 settembre 1998 | LINEAR                           |
| 49214 -              | 1998 SJ123               | 26 settembre 1998 | LINEAR                           |
| 49215 -              | 1998 SE124               | 26 settembre 1998 | LINEAR                           |
| 49216 -              | 1998 SH124               | 26 settembre 1998 | LINEAR                           |
| 49217 -              | 1998 SJ124               | 26 settembre 1998 | LINEAR                           |
| 49218 -              | 1998 SQ124               | 26 settembre 1998 | LINEAR                           |
| 49219 -              | 1998 SR124               | 26 settembre 1998 | LINEAR                           |
| 49220 -              | 1998 SA129               | 26 settembre 1998 | LINEAR                           |
| 49221 -              | 1998 SR129               | 26 settembre 1998 | LINEAR                           |
| 49222 -              | 1998 SM135               | 26 settembre 1998 | LINEAR                           |
| 49223 -              | 1998 SA136               | 26 settembre 1998 | LINEAR                           |
| 49224 -              | 1998 SK136               | 26 settembre 1998 | LINEAR                           |
| 49225 -              | 1998 SV136               | 26 settembre 1998 | LINEAR                           |
| 49226 -              | 1998 SX136               | 26 settembre 1998 | LINEAR                           |
| 49227 -              | 1998 SC137               | 26 settembre 1998 | LINEAR                           |
| 49228 -              | 1998 SK137               | 26 settembre 1998 | LINEAR                           |
| 49229 -              | 1998 SB140               | 26 settembre 1998 | LINEAR                           |
| 49230 -              | 1998 SL140               | 26 settembre 1998 | LINEAR                           |
| 49231 -              | 1998 ST140               | 26 settembre 1998 | LINEAR                           |
| 49232 -              | 1998 SB143               | 26 settembre 1998 | LINEAR                           |
| 49233 -              | 1998 SE145               | 20 settembre 1998 | E. W. Elst                       |
| 49234 -              | 1998 SL146               | 20 settembre 1998 | E. W. Elst                       |
| 49235 -              | 1998 SZ146               | 20 settembre 1998 | E. W. Elst                       |
| 49236 -              | 1998 SK151               | 26 settembre 1998 | LINEAR                           |
| 49237 -              | 1998 SW153               | 26 settembre 1998 | LINEAR                           |
| 49238 -              | 1998 SE157               | 26 settembre 1998 | LINEAR                           |
| 49239 -              | 1998 SE164               | 18 settembre 1998 | E. W. Elst                       |
| 49240 -              | 1998 SF164               | 18 settembre 1998 | E. W. Elst                       |
| 49241 -              | 1998 TQ3                 | 14 ottobre 1998   | LINEAR                           |
| 49242 -              | 1998 TD5                 | 13 ottobre 1998   | K. Korlević                      |
| 49243 -              | 1998 TE5                 | 13 ottobre 1998   | K. Korlević                      |
| 49244 -              | 1998 TG5                 | 13 ottobre 1998   | K. Korlević                      |
| 49245 -              | 1998 TS5                 | 13 ottobre 1998   | K. Korlević                      |
| 49246 -              | 1998 TF6                 | 15 ottobre 1998   | K. Korlević                      |
| 49247 -              | 1998 TL6                 | 13 ottobre 1998   | L. Šarounová                     |
| 49248 -              | 1998 TX7                 | 13 ottobre 1998   | Spacewatch                       |
| 49249 -              | 1998 TV13                | 13 ottobre 1998   | Spacewatch                       |
| 49250 -              | 1998 TD15                | 14 ottobre 1998   | Spacewatch                       |
| 49251 -              | 1998 TR17                | 15 ottobre 1998   | K. Korlević                      |
| 49252 -              | 1998 TZ18                | 14 ottobre 1998   | BAO Schmidt CCD Asteroid Program |
| 49253 -              | 1998 TF21                | 13 ottobre 1998   | Spacewatch                       |
| 49254 -              | 1998 TQ25                | 14 ottobre 1998   | Spacewatch                       |
| 49255 -              | 1998 TJ29                | 15 ottobre 1998   | Spacewatch                       |
| 49256 -              | 1998 TA31                | 10 ottobre 1998   | LONEOS                           |
| 49257 -              | 1998 TJ31                | 10 ottobre 1998   | LONEOS                           |
| 49258 -              | 1998 TM32                | 11 ottobre 1998   | LONEOS                           |
| 49259 -              | 1998 TF33                | 14 ottobre 1998   | LONEOS                           |
| 49260 -              | 1998 TU33                | 14 ottobre 1998   | LONEOS                           |
| 49261 -              | 1998 TW33                | 14 ottobre 1998   | LONEOS                           |
| 49262 -              | 1998 TY34                | 14 ottobre 1998   | LONEOS                           |
| 49263 -              | 1998 TJ36                | 11 ottobre 1998   | LONEOS                           |
| 49264 -              | 1998 UC                  | 16 ottobre 1998   | CSS                              |
| 49265 Raphaeljimenez | 1998 UM3                 | 20 ottobre 1998   | ODAS                             |
| 49266 -              | 1998 UW5                 | 22 ottobre 1998   | ODAS                             |
| 49267 -              | 1998 UU6                 | 18 ottobre 1998   | T. Kagawa                        |
| 49268 -              | 1998 UV7                 | 23 ottobre 1998   | K. Korlević                      |
| 49269 -              | 1998 UW7                 | 23 ottobre 1998   | K. Korlević                      |
| 49270 -              | 1998 UB9                 | 17 ottobre 1998   | BAO Schmidt CCD Asteroid Program |
| 49271 -              | 1998 UG15                | 20 ottobre 1998   | F. B. Zoltowski                  |
| 49272 Bryce Canyon   | 1998 UT16                | 27 ottobre 1998   | R. A. Tucker                     |
| 49273 -              | 1998 UY18                | 27 ottobre 1998   | K. Korlević                      |
| 49274 -              | 1998 UB20                | 28 ottobre 1998   | K. Korlević                      |
| 49275 -              | 1998 UO20                | 28 ottobre 1998   | K. Korlević                      |
| 49276 -              | 1998 UA21                | 29 ottobre 1998   | K. Korlević                      |
| 49277 -              | 1998 UK22                | 28 ottobre 1998   | LINEAR                           |
| 49278 -              | 1998 UO22                | 28 ottobre 1998   | LINEAR                           |
| 49279 -              | 1998 UP22                | 28 ottobre 1998   | LINEAR                           |
| 49280 -              | 1998 UT22                | 28 ottobre 1998   | J. Broughton                     |
| 49281 -              | 1998 UX22                | 30 ottobre 1998   | K. Korlević                      |
| 49282 -              | 1998 UA24                | 17 ottobre 1998   | LONEOS                           |
| 49283 -              | 1998 UG29                | 18 ottobre 1998   | E. W. Elst                       |
| 49284 -              | 1998 US29                | 18 ottobre 1998   | E. W. Elst                       |
| 49285 -              | 1998 UT29                | 18 ottobre 1998   | E. W. Elst                       |
| 49286 -              | 1998 UC30                | 18 ottobre 1998   | E. W. Elst                       |
| 49287 -              | 1998 US31                | 22 ottobre 1998   | BAO Schmidt CCD Asteroid Program |
| 49288 -              | 1998 UD33                | 28 ottobre 1998   | LINEAR                           |
| 49289 -              | 1998 UH40                | 28 ottobre 1998   | LINEAR                           |
| 49290 -              | 1998 UV41                | 28 ottobre 1998   | LINEAR                           |
| 49291 Thechills      | 1998 VJ                  | 8 novembre 1998   | I. P. Griffin                    |
| 49292 -              | 1998 VA1                 | 10 novembre 1998  | LINEAR                           |
| 49293 -              | 1998 VK1                 | 10 novembre 1998  | LINEAR                           |
| 49294 Jacqclairnoëns | 1998 VG2                 | 10 novembre 1998  | ODAS                             |
| 49295 -              | 1998 VJ2                 | 10 novembre 1998  | ODAS                             |
| 49296 Lucdettwiller  | 1998 VD3                 | 10 novembre 1998  | ODAS                             |
| 49297 -              | 1998 VY4                 | 11 novembre 1998  | T. Stafford                      |
| 49298 -              | 1998 VS5                 | 2 novembre 1998   | J. V. McClusky                   |
| 49299 -              | 1998 VU5                 | 11 novembre 1998  | T. Kagawa                        |
| 49300 -              | 1998 VZ5                 | 13 novembre 1998  | G. Hug, G. Bell                  |

## 49301-49400
| Nome               | Designazione provvisoria | Data di scoperta | Scopritore                       |
| ------------------ | ------------------------ | ---------------- | -------------------------------- |
| 49301 -            | 1998 VD6                 | 11 novembre 1998 | T. Kagawa                        |
| 49302 -            | 1998 VW7                 | 10 novembre 1998 | LINEAR                           |
| 49303 -            | 1998 VN9                 | 10 novembre 1998 | LINEAR                           |
| 49304 -            | 1998 VT9                 | 10 novembre 1998 | LINEAR                           |
| 49305 -            | 1998 VQ13                | 10 novembre 1998 | LINEAR                           |
| 49306 -            | 1998 VS13                | 10 novembre 1998 | LINEAR                           |
| 49307 -            | 1998 VJ15                | 10 novembre 1998 | LINEAR                           |
| 49308 -            | 1998 VV15                | 10 novembre 1998 | LINEAR                           |
| 49309 -            | 1998 VB16                | 10 novembre 1998 | LINEAR                           |
| 49310 -            | 1998 VD17                | 10 novembre 1998 | LINEAR                           |
| 49311 -            | 1998 VZ17                | 10 novembre 1998 | LINEAR                           |
| 49312 -            | 1998 VA18                | 10 novembre 1998 | LINEAR                           |
| 49313 -            | 1998 VM18                | 10 novembre 1998 | LINEAR                           |
| 49314 -            | 1998 VN19                | 10 novembre 1998 | LINEAR                           |
| 49315 -            | 1998 VP21                | 10 novembre 1998 | LINEAR                           |
| 49316 -            | 1998 VX23                | 10 novembre 1998 | LINEAR                           |
| 49317 -            | 1998 VN24                | 10 novembre 1998 | LINEAR                           |
| 49318 -            | 1998 VE25                | 10 novembre 1998 | LINEAR                           |
| 49319 -            | 1998 VT25                | 10 novembre 1998 | LINEAR                           |
| 49320 -            | 1998 VJ26                | 10 novembre 1998 | LINEAR                           |
| 49321 -            | 1998 VY28                | 10 novembre 1998 | LINEAR                           |
| 49322 -            | 1998 VN29                | 10 novembre 1998 | LINEAR                           |
| 49323 -            | 1998 VN30                | 10 novembre 1998 | LINEAR                           |
| 49324 -            | 1998 VX30                | 10 novembre 1998 | LINEAR                           |
| 49325 -            | 1998 VK31                | 14 novembre 1998 | T. Kobayashi                     |
| 49326 -            | 1998 VL31                | 14 novembre 1998 | T. Kobayashi                     |
| 49327 -            | 1998 VZ33                | 11 novembre 1998 | Farra d'Isonzo                   |
| 49328 -            | 1998 VL35                | 1 novembre 1998  | BAO Schmidt CCD Asteroid Program |
| 49329 -            | 1998 VQ35                | 9 novembre 1998  | BAO Schmidt CCD Asteroid Program |
| 49330 -            | 1998 VE36                | 14 novembre 1998 | LINEAR                           |
| 49331 -            | 1998 VZ37                | 10 novembre 1998 | LINEAR                           |
| 49332 -            | 1998 VC44                | 15 novembre 1998 | K. Korlević                      |
| 49333 -            | 1998 VP45                | 11 novembre 1998 | LONEOS                           |
| 49334 -            | 1998 VU45                | 14 novembre 1998 | LONEOS                           |
| 49335 -            | 1998 VV45                | 14 novembre 1998 | LONEOS                           |
| 49336 -            | 1998 VC49                | 10 novembre 1998 | LINEAR                           |
| 49337 -            | 1998 VN50                | 11 novembre 1998 | LINEAR                           |
| 49338 -            | 1998 VR51                | 13 novembre 1998 | LINEAR                           |
| 49339 -            | 1998 VH54                | 14 novembre 1998 | LINEAR                           |
| 49340 -            | 1998 WG                  | 16 novembre 1998 | A. Boattini, L. Tesi             |
| 49341 -            | 1998 WW2                 | 17 novembre 1998 | ODAS                             |
| 49342 -            | 1998 WE3                 | 18 novembre 1998 | T. Kagawa                        |
| 49343 -            | 1998 WH3                 | 19 novembre 1998 | T. Kobayashi                     |
| 49344 -            | 1998 WC4                 | 20 novembre 1998 | Farra d'Isonzo                   |
| 49345 -            | 1998 WH4                 | 18 novembre 1998 | S. Ueda, H. Kaneda               |
| 49346 -            | 1998 WK4                 | 21 novembre 1998 | P. G. Comba                      |
| 49347 -            | 1998 WQ4                 | 18 novembre 1998 | CSS                              |
| 49348 -            | 1998 WO6                 | 23 novembre 1998 | T. Kobayashi                     |
| 49349 -            | 1998 WW6                 | 24 novembre 1998 | W. R. Cooney Jr., P. M. Motl     |
| 49350 Katheynix    | 1998 WQ8                 | 27 novembre 1998 | W. R. Cooney Jr.                 |
| 49351 -            | 1998 WE9                 | 27 novembre 1998 | K. Korlević                      |
| 49352 -            | 1998 WS9                 | 28 novembre 1998 | K. Korlević                      |
| 49353 -            | 1998 WY9                 | 18 novembre 1998 | LINEAR                           |
| 49354 -            | 1998 WP11                | 21 novembre 1998 | LINEAR                           |
| 49355 -            | 1998 WH12                | 21 novembre 1998 | LINEAR                           |
| 49356 -            | 1998 WT13                | 21 novembre 1998 | LINEAR                           |
| 49357 -            | 1998 WG14                | 21 novembre 1998 | LINEAR                           |
| 49358 -            | 1998 WZ14                | 21 novembre 1998 | LINEAR                           |
| 49359 -            | 1998 WB15                | 21 novembre 1998 | LINEAR                           |
| 49360 -            | 1998 WM15                | 21 novembre 1998 | LINEAR                           |
| 49361 -            | 1998 WN15                | 21 novembre 1998 | LINEAR                           |
| 49362 -            | 1998 WW16                | 21 novembre 1998 | LINEAR                           |
| 49363 -            | 1998 WZ16                | 21 novembre 1998 | LINEAR                           |
| 49364 -            | 1998 WG17                | 21 novembre 1998 | LINEAR                           |
| 49365 -            | 1998 WR18                | 21 novembre 1998 | LINEAR                           |
| 49366 -            | 1998 WY18                | 21 novembre 1998 | LINEAR                           |
| 49367 -            | 1998 WK19                | 23 novembre 1998 | LINEAR                           |
| 49368 -            | 1998 WN19                | 23 novembre 1998 | LINEAR                           |
| 49369 -            | 1998 WO19                | 23 novembre 1998 | LINEAR                           |
| 49370 -            | 1998 WS21                | 18 novembre 1998 | LINEAR                           |
| 49371 -            | 1998 WZ21                | 18 novembre 1998 | LINEAR                           |
| 49372 -            | 1998 WL30                | 26 novembre 1998 | Spacewatch                       |
| 49373 -            | 1998 WO35                | 18 novembre 1998 | Spacewatch                       |
| 49374 -            | 1998 WD36                | 19 novembre 1998 | Spacewatch                       |
| 49375 -            | 1998 WW36                | 21 novembre 1998 | Spacewatch                       |
| 49376 -            | 1998 WB41                | 18 novembre 1998 | LINEAR                           |
| 49377 -            | 1998 WP41                | 24 novembre 1998 | LINEAR                           |
| 49378 -            | 1998 XU2                 | 7 dicembre 1998  | BAO Schmidt CCD Asteroid Program |
| 49379 -            | 1998 XF3                 | 8 dicembre 1998  | BAO Schmidt CCD Asteroid Program |
| 49380 -            | 1998 XU4                 | 12 dicembre 1998 | T. Kobayashi                     |
| 49381 -            | 1998 XX4                 | 12 dicembre 1998 | T. Kobayashi                     |
| 49382 Lynnokamoto  | 1998 XG5                 | 12 dicembre 1998 | R. A. Tucker                     |
| 49383 -            | 1998 XP6                 | 8 dicembre 1998  | Spacewatch                       |
| 49384 Hubertnaudot | 1998 XX9                 | 12 dicembre 1998 | R. Roy                           |
| 49385 -            | 1998 XA12                | 14 dicembre 1998 | LINEAR                           |
| 49386 -            | 1998 XH12                | 4 dicembre 1998  | BAO Schmidt CCD Asteroid Program |
| 49387 -            | 1998 XH16                | 14 dicembre 1998 | LINEAR                           |
| 49388 -            | 1998 XR20                | 10 dicembre 1998 | Spacewatch                       |
| 49389 -            | 1998 XS20                | 10 dicembre 1998 | Spacewatch                       |
| 49390 -            | 1998 XO21                | 10 dicembre 1998 | Spacewatch                       |
| 49391 -            | 1998 XH25                | 13 dicembre 1998 | Spacewatch                       |
| 49392 -            | 1998 XD26                | 15 dicembre 1998 | BAO Schmidt CCD Asteroid Program |
| 49393 -            | 1998 XC28                | 14 dicembre 1998 | LINEAR                           |
| 49394 -            | 1998 XT29                | 14 dicembre 1998 | LINEAR                           |
| 49395 -            | 1998 XW32                | 14 dicembre 1998 | LINEAR                           |
| 49396 -            | 1998 XG40                | 14 dicembre 1998 | LINEAR                           |
| 49397 -            | 1998 XU40                | 14 dicembre 1998 | LINEAR                           |
| 49398 -            | 1998 XO41                | 14 dicembre 1998 | LINEAR                           |
| 49399 -            | 1998 XK44                | 14 dicembre 1998 | LINEAR                           |
| 49400 -            | 1998 XS44                | 14 dicembre 1998 | LINEAR                           |

## 49401-49500
| Nome                  | Designazione provvisoria | Data di scoperta | Scopritore                       |
| --------------------- | ------------------------ | ---------------- | -------------------------------- |
| 49401 -               | 1998 XT44                | 14 dicembre 1998 | LINEAR                           |
| 49402 -               | 1998 XZ44                | 14 dicembre 1998 | LINEAR                           |
| 49403 -               | 1998 XE45                | 14 dicembre 1998 | LINEAR                           |
| 49404 -               | 1998 XN45                | 14 dicembre 1998 | LINEAR                           |
| 49405 -               | 1998 XW46                | 14 dicembre 1998 | LINEAR                           |
| 49406 -               | 1998 XP47                | 14 dicembre 1998 | LINEAR                           |
| 49407 -               | 1998 XC50                | 14 dicembre 1998 | LINEAR                           |
| 49408 -               | 1998 XL50                | 14 dicembre 1998 | LINEAR                           |
| 49409 -               | 1998 XS50                | 14 dicembre 1998 | LINEAR                           |
| 49410 -               | 1998 XR51                | 14 dicembre 1998 | LINEAR                           |
| 49411 -               | 1998 XT51                | 14 dicembre 1998 | LINEAR                           |
| 49412 -               | 1998 XV55                | 15 dicembre 1998 | LINEAR                           |
| 49413 -               | 1998 XZ62                | 14 dicembre 1998 | LINEAR                           |
| 49414 -               | 1998 XT65                | 14 dicembre 1998 | LINEAR                           |
| 49415 -               | 1998 XE68                | 14 dicembre 1998 | LINEAR                           |
| 49416 -               | 1998 XG73                | 14 dicembre 1998 | LINEAR                           |
| 49417 -               | 1998 XM73                | 14 dicembre 1998 | LINEAR                           |
| 49418 -               | 1998 XP73                | 14 dicembre 1998 | LINEAR                           |
| 49419 -               | 1998 XJ74                | 14 dicembre 1998 | LINEAR                           |
| 49420 -               | 1998 XK74                | 14 dicembre 1998 | LINEAR                           |
| 49421 -               | 1998 XC77                | 15 dicembre 1998 | LINEAR                           |
| 49422 -               | 1998 XM77                | 15 dicembre 1998 | LINEAR                           |
| 49423 -               | 1998 XR77                | 15 dicembre 1998 | LINEAR                           |
| 49424 -               | 1998 XC80                | 15 dicembre 1998 | LINEAR                           |
| 49425 -               | 1998 XE80                | 15 dicembre 1998 | LINEAR                           |
| 49426 -               | 1998 XP80                | 15 dicembre 1998 | LINEAR                           |
| 49427 -               | 1998 XE86                | 15 dicembre 1998 | LINEAR                           |
| 49428 -               | 1998 XL94                | 15 dicembre 1998 | LINEAR                           |
| 49429 -               | 1998 XZ95                | 2 dicembre 1998  | BAO Schmidt CCD Asteroid Program |
| 49430 -               | 1998 XZ96                | 11 dicembre 1998 | O. A. Naranjo                    |
| 49431 -               | 1998 XB99                | 15 dicembre 1998 | LINEAR                           |
| 49432 -               | 1998 YD                  | 16 dicembre 1998 | K. Korlević                      |
| 49433 -               | 1998 YS                  | 16 dicembre 1998 | T. Kobayashi                     |
| 49434 -               | 1998 YB1                 | 16 dicembre 1998 | T. Kagawa                        |
| 49435 -               | 1998 YH1                 | 16 dicembre 1998 | T. Kagawa                        |
| 49436 -               | 1998 YX2                 | 17 dicembre 1998 | P. Pravec, U. Babiaková          |
| 49437 -               | 1998 YY3                 | 17 dicembre 1998 | T. Kagawa                        |
| 49438 -               | 1998 YD4                 | 19 dicembre 1998 | T. Kobayashi                     |
| 49439 Jeanlouispala   | 1998 YC5                 | 17 dicembre 1998 | ODAS                             |
| 49440 Kenzotange      | 1998 YP5                 | 21 dicembre 1998 | A. Nakamura                      |
| 49441 Scerbanenco     | 1998 YM6                 | 22 dicembre 1998 | Osservatorio San Vittore         |
| 49442 -               | 1998 YD7                 | 20 dicembre 1998 | F. Uto                           |
| 49443 Marcobondi      | 1998 YN7                 | 22 dicembre 1998 | E. Masotti, D. Guidetti          |
| 49444 -               | 1998 YO7                 | 22 dicembre 1998 | T. Kagawa                        |
| 49445 -               | 1998 YS8                 | 17 dicembre 1998 | BAO Schmidt CCD Asteroid Program |
| 49446 -               | 1998 YO9                 | 25 dicembre 1998 | K. Korlević, M. Jurić            |
| 49447 -               | 1998 YW11                | 26 dicembre 1998 | T. Kobayashi                     |
| 49448 Macocha         | 1998 YJ12                | 21 dicembre 1998 | P. Pravec                        |
| 49449 -               | 1998 YN13                | 17 dicembre 1998 | Spacewatch                       |
| 49450 -               | 1998 YD14                | 19 dicembre 1998 | Spacewatch                       |
| 49451 -               | 1998 YH18                | 25 dicembre 1998 | Spacewatch                       |
| 49452 -               | 1998 YV18                | 25 dicembre 1998 | Spacewatch                       |
| 49453 -               | 1998 YD19                | 25 dicembre 1998 | Spacewatch                       |
| 49454 -               | 1998 YH22                | 30 dicembre 1998 | W. R. Cooney Jr., T. Martin      |
| 49455 -               | 1998 YO22                | 29 dicembre 1998 | BAO Schmidt CCD Asteroid Program |
| 49456 -               | 1998 YD28                | 21 dicembre 1998 | LINEAR                           |
| 49457 -               | 1998 YC30                | 19 dicembre 1998 | BAO Schmidt CCD Asteroid Program |
| 49458 -               | 1999 AH2                 | 9 gennaio 1999   | T. Kobayashi                     |
| 49459 -               | 1999 AJ2                 | 9 gennaio 1999   | T. Kobayashi                     |
| 49460 -               | 1999 AT4                 | 11 gennaio 1999  | T. Kobayashi                     |
| 49461 -               | 1999 AK5                 | 10 gennaio 1999  | Y. Shimizu, T. Urata             |
| 49462 -               | 1999 AS6                 | 9 gennaio 1999   | K. Korlević                      |
| 49463 -               | 1999 AZ6                 | 9 gennaio 1999   | K. Korlević                      |
| 49464 -               | 1999 AO7                 | 11 gennaio 1999  | K. Korlević                      |
| 49465 -               | 1999 AT8                 | 10 gennaio 1999  | J. V. McClusky                   |
| 49466 Huanglin        | 1999 AX8                 | 6 gennaio 1999   | BAO Schmidt CCD Asteroid Program |
| 49467 -               | 1999 AC16                | 9 gennaio 1999   | Spacewatch                       |
| 49468 -               | 1999 AE24                | 15 gennaio 1999  | T. Kobayashi                     |
| 49469 Emilianomazzoni | 1999 AL25                | 15 gennaio 1999  | Sauro Donati                     |
| 49470 -               | 1999 AZ26                | 9 gennaio 1999   | Spacewatch                       |
| 49471 -               | 1999 AX27                | 11 gennaio 1999  | Spacewatch                       |
| 49472 -               | 1999 AR30                | 14 gennaio 1999  | Spacewatch                       |
| 49473 -               | 1999 AT32                | 15 gennaio 1999  | Spacewatch                       |
| 49474 -               | 1999 BL                  | 16 gennaio 1999  | T. Kobayashi                     |
| 49475 -               | 1999 BH3                 | 19 gennaio 1999  | Črni Vrh                         |
| 49476 -               | 1999 BA6                 | 21 gennaio 1999  | K. Korlević                      |
| 49477 -               | 1999 BA8                 | 21 gennaio 1999  | K. Korlević                      |
| 49478 -               | 1999 BY8                 | 22 gennaio 1999  | K. Korlević                      |
| 49479 -               | 1999 BH9                 | 22 gennaio 1999  | K. Korlević                      |
| 49480 -               | 1999 BX9                 | 23 gennaio 1999  | K. Korlević                      |
| 49481 Gisellarubini   | 1999 BJ12                | 24 gennaio 1999  | M. M. M. Santangelo              |
| 49482 -               | 1999 BV12                | 24 gennaio 1999  | K. Korlević                      |
| 49483 -               | 1999 BP13                | 25 gennaio 1999  | K. Korlević                      |
| 49484 -               | 1999 BP15                | 27 gennaio 1999  | D. K. Chesney                    |
| 49485 -               | 1999 BL16                | 16 gennaio 1999  | LINEAR                           |
| 49486 -               | 1999 BU18                | 16 gennaio 1999  | LINEAR                           |
| 49487 -               | 1999 BM22                | 18 gennaio 1999  | LINEAR                           |
| 49488 -               | 1999 BZ23                | 18 gennaio 1999  | LINEAR                           |
| 49489 -               | 1999 BQ24                | 18 gennaio 1999  | LINEAR                           |
| 49490 -               | 1999 BX24                | 18 gennaio 1999  | LINEAR                           |
| 49491 -               | 1999 BW25                | 18 gennaio 1999  | LINEAR                           |
| 49492 -               | 1999 BC26                | 19 gennaio 1999  | K. Korlević                      |
| 49493 -               | 1999 CD                  | 4 febbraio 1999  | T. Kobayashi                     |
| 49494 -               | 1999 CJ1                 | 6 febbraio 1999  | T. Kobayashi                     |
| 49495 -               | 1999 CU1                 | 7 febbraio 1999  | T. Kobayashi                     |
| 49496 -               | 1999 CC2                 | 8 febbraio 1999  | T. Kobayashi                     |
| 49497 -               | 1999 CM3                 | 8 febbraio 1999  | F. Uto                           |
| 49498 -               | 1999 CO5                 | 12 febbraio 1999 | T. Kagawa                        |
| 49499 -               | 1999 CJ8                 | 13 febbraio 1999 | T. Kobayashi                     |
| 49500 Ishitoshi       | 1999 CP9                 | 14 febbraio 1999 | T. Kobayashi                     |

## 49501-49600
| Nome        | Designazione provvisoria | Data di scoperta | Scopritore            |
| ----------- | ------------------------ | ---------------- | --------------------- |
| 49501 Basso | 1999 CN10                | 13 febbraio 1999 | G. Masi               |
| 49502 -     | 1999 CK14                | 15 febbraio 1999 | K. Korlević           |
| 49503 -     | 1999 CX16                | 10 febbraio 1999 | LINEAR                |
| 49504 -     | 1999 CA17                | 10 febbraio 1999 | LINEAR                |
| 49505 -     | 1999 CF19                | 10 febbraio 1999 | LINEAR                |
| 49506 -     | 1999 CE20                | 10 febbraio 1999 | LINEAR                |
| 49507 -     | 1999 CF20                | 10 febbraio 1999 | LINEAR                |
| 49508 -     | 1999 CG22                | 10 febbraio 1999 | LINEAR                |
| 49509 -     | 1999 CM22                | 10 febbraio 1999 | LINEAR                |
| 49510 -     | 1999 CX22                | 10 febbraio 1999 | LINEAR                |
| 49511 -     | 1999 CT25                | 10 febbraio 1999 | LINEAR                |
| 49512 -     | 1999 CJ27                | 10 febbraio 1999 | LINEAR                |
| 49513 -     | 1999 CK28                | 10 febbraio 1999 | LINEAR                |
| 49514 -     | 1999 CM31                | 10 febbraio 1999 | LINEAR                |
| 49515 -     | 1999 CP31                | 10 febbraio 1999 | LINEAR                |
| 49516 -     | 1999 CJ32                | 10 febbraio 1999 | LINEAR                |
| 49517 -     | 1999 CK32                | 10 febbraio 1999 | LINEAR                |
| 49518 -     | 1999 CN32                | 10 febbraio 1999 | LINEAR                |
| 49519 -     | 1999 CU33                | 10 febbraio 1999 | LINEAR                |
| 49520 -     | 1999 CX33                | 10 febbraio 1999 | LINEAR                |
| 49521 -     | 1999 CC36                | 10 febbraio 1999 | LINEAR                |
| 49522 -     | 1999 CK37                | 10 febbraio 1999 | LINEAR                |
| 49523 -     | 1999 CL38                | 10 febbraio 1999 | LINEAR                |
| 49524 -     | 1999 CJ39                | 10 febbraio 1999 | LINEAR                |
| 49525 -     | 1999 CO40                | 10 febbraio 1999 | LINEAR                |
| 49526 -     | 1999 CP40                | 10 febbraio 1999 | LINEAR                |
| 49527 -     | 1999 CR44                | 10 febbraio 1999 | LINEAR                |
| 49528 -     | 1999 CN46                | 10 febbraio 1999 | LINEAR                |
| 49529 -     | 1999 CF48                | 10 febbraio 1999 | LINEAR                |
| 49530 -     | 1999 CC50                | 10 febbraio 1999 | LINEAR                |
| 49531 -     | 1999 CR51                | 10 febbraio 1999 | LINEAR                |
| 49532 -     | 1999 CJ54                | 10 febbraio 1999 | LINEAR                |
| 49533 -     | 1999 CN54                | 10 febbraio 1999 | LINEAR                |
| 49534 -     | 1999 CO56                | 10 febbraio 1999 | LINEAR                |
| 49535 -     | 1999 CB57                | 10 febbraio 1999 | LINEAR                |
| 49536 -     | 1999 CS60                | 12 febbraio 1999 | LINEAR                |
| 49537 -     | 1999 CY60                | 12 febbraio 1999 | LINEAR                |
| 49538 -     | 1999 CH61                | 12 febbraio 1999 | LINEAR                |
| 49539 -     | 1999 CQ62                | 12 febbraio 1999 | LINEAR                |
| 49540 -     | 1999 CU63                | 12 febbraio 1999 | LINEAR                |
| 49541 -     | 1999 CO66                | 12 febbraio 1999 | LINEAR                |
| 49542 -     | 1999 CT70                | 12 febbraio 1999 | LINEAR                |
| 49543 -     | 1999 CD76                | 12 febbraio 1999 | LINEAR                |
| 49544 -     | 1999 CA77                | 12 febbraio 1999 | LINEAR                |
| 49545 -     | 1999 CJ77                | 12 febbraio 1999 | LINEAR                |
| 49546 -     | 1999 CG79                | 12 febbraio 1999 | LINEAR                |
| 49547 -     | 1999 CY82                | 10 febbraio 1999 | LINEAR                |
| 49548 -     | 1999 CP83                | 10 febbraio 1999 | LINEAR                |
| 49549 -     | 1999 CL84                | 10 febbraio 1999 | LINEAR                |
| 49550 -     | 1999 CO84                | 10 febbraio 1999 | LINEAR                |
| 49551 -     | 1999 CV84                | 10 febbraio 1999 | LINEAR                |
| 49552 -     | 1999 CF85                | 10 febbraio 1999 | LINEAR                |
| 49553 -     | 1999 CB87                | 10 febbraio 1999 | LINEAR                |
| 49554 -     | 1999 CG87                | 10 febbraio 1999 | LINEAR                |
| 49555 -     | 1999 CK88                | 10 febbraio 1999 | LINEAR                |
| 49556 -     | 1999 CJ91                | 10 febbraio 1999 | LINEAR                |
| 49557 -     | 1999 CQ91                | 10 febbraio 1999 | LINEAR                |
| 49558 -     | 1999 CN92                | 10 febbraio 1999 | LINEAR                |
| 49559 -     | 1999 CU92                | 10 febbraio 1999 | LINEAR                |
| 49560 -     | 1999 CQ93                | 10 febbraio 1999 | LINEAR                |
| 49561 -     | 1999 CA98                | 10 febbraio 1999 | LINEAR                |
| 49562 -     | 1999 CF100               | 10 febbraio 1999 | LINEAR                |
| 49563 -     | 1999 CQ100               | 10 febbraio 1999 | LINEAR                |
| 49564 -     | 1999 CN103               | 12 febbraio 1999 | LINEAR                |
| 49565 -     | 1999 CK104               | 12 febbraio 1999 | LINEAR                |
| 49566 -     | 1999 CM106               | 12 febbraio 1999 | LINEAR                |
| 49567 -     | 1999 CP107               | 12 febbraio 1999 | LINEAR                |
| 49568 -     | 1999 CT107               | 12 febbraio 1999 | LINEAR                |
| 49569 -     | 1999 CH109               | 12 febbraio 1999 | LINEAR                |
| 49570 -     | 1999 CQ110               | 12 febbraio 1999 | LINEAR                |
| 49571 -     | 1999 CA113               | 12 febbraio 1999 | LINEAR                |
| 49572 -     | 1999 CE114               | 12 febbraio 1999 | LINEAR                |
| 49573 -     | 1999 CB118               | 12 febbraio 1999 | LINEAR                |
| 49574 -     | 1999 CO119               | 11 febbraio 1999 | LINEAR                |
| 49575 -     | 1999 CX119               | 11 febbraio 1999 | LINEAR                |
| 49576 -     | 1999 CN121               | 11 febbraio 1999 | LINEAR                |
| 49577 -     | 1999 CB124               | 11 febbraio 1999 | LINEAR                |
| 49578 -     | 1999 CD124               | 11 febbraio 1999 | LINEAR                |
| 49579 -     | 1999 CL124               | 11 febbraio 1999 | LINEAR                |
| 49580 -     | 1999 CL126               | 11 febbraio 1999 | LINEAR                |
| 49581 -     | 1999 CO127               | 11 febbraio 1999 | LINEAR                |
| 49582 -     | 1999 CB128               | 11 febbraio 1999 | LINEAR                |
| 49583 -     | 1999 CU132               | 9 febbraio 1999  | Spacewatch            |
| 49584 -     | 1999 CE133               | 7 febbraio 1999  | Spacewatch            |
| 49585 -     | 1999 CO137               | 9 febbraio 1999  | Spacewatch            |
| 49586 -     | 1999 CD138               | 11 febbraio 1999 | Spacewatch            |
| 49587 -     | 1999 CL145               | 8 febbraio 1999  | Spacewatch            |
| 49588 -     | 1999 CJ149               | 13 febbraio 1999 | Spacewatch            |
| 49589 -     | 1999 CQ149               | 13 febbraio 1999 | Spacewatch            |
| 49590 -     | 1999 DZ1                 | 18 febbraio 1999 | NEAT                  |
| 49591 -     | 1999 DO2                 | 19 febbraio 1999 | T. Kobayashi          |
| 49592 -     | 1999 DD7                 | 25 febbraio 1999 | T. Pauwels            |
| 49593 -     | 1999 DX7                 | 18 febbraio 1999 | LONEOS                |
| 49594 -     | 1999 EM13                | 10 marzo 1999    | Spacewatch            |
| 49595 -     | 1999 FG                  | 16 marzo 1999    | K. Korlević, M. Jurić |
| 49596 -     | 1999 FT4                 | 17 marzo 1999    | Spacewatch            |
| 49597 -     | 1999 FY12                | 19 marzo 1999    | Spacewatch            |
| 49598 -     | 1999 FU17                | 23 marzo 1999    | Spacewatch            |
| 49599 -     | 1999 FM18                | 22 marzo 1999    | LONEOS                |
| 49600 -     | 1999 FN18                | 22 marzo 1999    | LONEOS                |

## 49601-49700
| Nome               | Designazione provvisoria | Data di scoperta  | Scopritore                        |
| ------------------ | ------------------------ | ----------------- | --------------------------------- |
| 49601 -            | 1999 FG22                | 19 marzo 1999     | LINEAR                            |
| 49602 -            | 1999 FH24                | 19 marzo 1999     | LINEAR                            |
| 49603 -            | 1999 FC25                | 19 marzo 1999     | LINEAR                            |
| 49604 -            | 1999 FP25                | 19 marzo 1999     | LINEAR                            |
| 49605 -            | 1999 FE26                | 19 marzo 1999     | LINEAR                            |
| 49606 -            | 1999 FU27                | 19 marzo 1999     | LINEAR                            |
| 49607 -            | 1999 FC28                | 19 marzo 1999     | LINEAR                            |
| 49608 -            | 1999 FX28                | 19 marzo 1999     | LINEAR                            |
| 49609 -            | 1999 FO29                | 19 marzo 1999     | LINEAR                            |
| 49610 -            | 1999 FY29                | 19 marzo 1999     | LINEAR                            |
| 49611 -            | 1999 FV30                | 19 marzo 1999     | LINEAR                            |
| 49612 -            | 1999 FA31                | 19 marzo 1999     | LINEAR                            |
| 49613 -            | 1999 FS32                | 23 marzo 1999     | K. Korlević                       |
| 49614 -            | 1999 FB39                | 20 marzo 1999     | LINEAR                            |
| 49615 -            | 1999 FW41                | 20 marzo 1999     | LINEAR                            |
| 49616 -            | 1999 FY42                | 20 marzo 1999     | LINEAR                            |
| 49617 -            | 1999 FJ43                | 20 marzo 1999     | LINEAR                            |
| 49618 -            | 1999 FC44                | 20 marzo 1999     | LINEAR                            |
| 49619 -            | 1999 FU46                | 20 marzo 1999     | LINEAR                            |
| 49620 -            | 1999 FH51                | 20 marzo 1999     | LINEAR                            |
| 49621 -            | 1999 GL                  | 6 aprile 1999     | P. G. Comba                       |
| 49622 -            | 1999 GO3                 | 9 aprile 1999     | K. Korlević                       |
| 49623 -            | 1999 GB5                 | 7 aprile 1999     | Y. Shimizu, T. Urata              |
| 49624 -            | 1999 GR10                | 11 aprile 1999    | Spacewatch                        |
| 49625 -            | 1999 GS10                | 11 aprile 1999    | Spacewatch                        |
| 49626 -            | 1999 GL16                | 9 aprile 1999     | LINEAR                            |
| 49627 -            | 1999 GP16                | 15 aprile 1999    | LINEAR                            |
| 49628 -            | 1999 GV16                | 15 aprile 1999    | LINEAR                            |
| 49629 -            | 1999 GF20                | 15 aprile 1999    | LINEAR                            |
| 49630 -            | 1999 GB21                | 15 aprile 1999    | LINEAR                            |
| 49631 -            | 1999 GA23                | 6 aprile 1999     | LINEAR                            |
| 49632 -            | 1999 GV37                | 12 aprile 1999    | LINEAR                            |
| 49633 -            | 1999 GC38                | 12 aprile 1999    | LINEAR                            |
| 49634 -            | 1999 GS41                | 12 aprile 1999    | LINEAR                            |
| 49635 -            | 1999 GA47                | 6 aprile 1999     | LONEOS                            |
| 49636 -            | 1999 HJ1                 | 16 aprile 1999    | LINEAR                            |
| 49637 -            | 1999 HO8                 | 16 aprile 1999    | LINEAR                            |
| 49638 -            | 1999 HK9                 | 17 aprile 1999    | LINEAR                            |
| 49639 -            | 1999 JJ17                | 15 maggio 1999    | Spacewatch                        |
| 49640 -            | 1999 JH19                | 10 maggio 1999    | LINEAR                            |
| 49641 -            | 1999 JX25                | 10 maggio 1999    | LINEAR                            |
| 49642 -            | 1999 JK26                | 10 maggio 1999    | LINEAR                            |
| 49643 -            | 1999 JH31                | 10 maggio 1999    | LINEAR                            |
| 49644 -            | 1999 JJ33                | 10 maggio 1999    | LINEAR                            |
| 49645 -            | 1999 JU34                | 10 maggio 1999    | LINEAR                            |
| 49646 -            | 1999 JX34                | 10 maggio 1999    | LINEAR                            |
| 49647 -            | 1999 JW37                | 10 maggio 1999    | LINEAR                            |
| 49648 -            | 1999 JR45                | 10 maggio 1999    | LINEAR                            |
| 49649 -            | 1999 JC46                | 10 maggio 1999    | LINEAR                            |
| 49650 -            | 1999 JH61                | 10 maggio 1999    | LINEAR                            |
| 49651 -            | 1999 JR66                | 12 maggio 1999    | LINEAR                            |
| 49652 -            | 1999 JW81                | 12 maggio 1999    | LINEAR                            |
| 49653 -            | 1999 JO85                | 15 maggio 1999    | LINEAR                            |
| 49654 -            | 1999 JV85                | 12 maggio 1999    | LINEAR                            |
| 49655 -            | 1999 JY87                | 12 maggio 1999    | LINEAR                            |
| 49656 -            | 1999 JK92                | 12 maggio 1999    | LINEAR                            |
| 49657 -            | 1999 JH99                | 12 maggio 1999    | LINEAR                            |
| 49658 -            | 1999 JK105               | 13 maggio 1999    | LINEAR                            |
| 49659 -            | 1999 JC118               | 13 maggio 1999    | LINEAR                            |
| 49660 -            | 1999 JU130               | 13 maggio 1999    | LINEAR                            |
| 49661 -            | 1999 JH138               | 8 maggio 1999     | LINEAR                            |
| 49662 -            | 1999 KC3                 | 17 maggio 1999    | Spacewatch                        |
| 49663 -            | 1999 LV4                 | 8 giugno 1999     | LINEAR                            |
| 49664 -            | 1999 MV                  | 22 giugno 1999    | CSS                               |
| 49665 -            | 1999 NL2                 | 12 luglio 1999    | LINEAR                            |
| 49666 -            | 1999 NZ57                | 13 luglio 1999    | LINEAR                            |
| 49667 -            | 1999 OM2                 | 22 luglio 1999    | LINEAR                            |
| 49668 -            | 1999 OP2                 | 22 luglio 1999    | LINEAR                            |
| 49669 -            | 1999 RZ30                | 8 settembre 1999  | LINEAR                            |
| 49670 -            | 1999 RZ33                | 10 settembre 1999 | LINEAR                            |
| 49671 -            | 1999 RP46                | 7 settembre 1999  | LINEAR                            |
| 49672 -            | 1999 RM103               | 8 settembre 1999  | LINEAR                            |
| 49673 -            | 1999 RA215               | 13 settembre 1999 | D. Davis, B. J. Gladman, C. Neese |
| 49674 -            | 1999 SB5                 | 30 settembre 1999 | LINEAR                            |
| 49675 -            | 1999 SW27                | 18 settembre 1999 | LINEAR                            |
| 49676 -            | 1999 TZ2                 | 2 ottobre 1999    | CSS                               |
| 49677 -            | 1999 TB3                 | 4 ottobre 1999    | P. G. Comba                       |
| 49678 -            | 1999 TQ7                 | 2 ottobre 1999    | LINEAR                            |
| 49679 -            | 1999 TZ7                 | 6 ottobre 1999    | Črni Vrh                          |
| 49680 -            | 1999 TN9                 | 7 ottobre 1999    | K. Korlević, M. Jurić             |
| 49681 -            | 1999 TN25                | 3 ottobre 1999    | LINEAR                            |
| 49682 -            | 1999 TT29                | 4 ottobre 1999    | LINEAR                            |
| 49683 -            | 1999 TX70                | 9 ottobre 1999    | Spacewatch                        |
| 49684 -            | 1999 TH137               | 6 ottobre 1999    | LINEAR                            |
| 49685 -            | 1999 TT145               | 7 ottobre 1999    | LINEAR                            |
| 49686 -            | 1999 TP154               | 7 ottobre 1999    | LINEAR                            |
| 49687 -            | 1999 TQ178               | 10 ottobre 1999   | LINEAR                            |
| 49688 -            | 1999 TO198               | 12 ottobre 1999   | LINEAR                            |
| 49689 -            | 1999 TM200               | 12 ottobre 1999   | LINEAR                            |
| 49690 -            | 1999 TB212               | 15 ottobre 1999   | LINEAR                            |
| 49691 -            | 1999 TJ230               | 3 ottobre 1999    | CSS                               |
| 49692 -            | 1999 UB7                 | 29 ottobre 1999   | Spacewatch                        |
| 49693 -            | 1999 UR10                | 31 ottobre 1999   | LINEAR                            |
| 49694 -            | 1999 US41                | 18 ottobre 1999   | LONEOS                            |
| 49695 -            | 1999 UF42                | 20 ottobre 1999   | LONEOS                            |
| 49696 -            | 1999 UW42                | 28 ottobre 1999   | CSS                               |
| 49697 -            | 1999 UK52                | 31 ottobre 1999   | CSS                               |
| 49698 Váchal       | 1999 VA                  | 1 novembre 1999   | J. Tichá, M. Tichý                |
| 49699 Hidetakasato | 1999 VZ                  | 3 novembre 1999   | H. Abe                            |
| 49700 Mather       | 1999 VN1                 | 1 novembre 1999   | E. W. Elst, S. I. Ipatov          |

## 49701-49800
| Nome          | Designazione provvisoria | Data di scoperta | Scopritore                       |
| ------------- | ------------------------ | ---------------- | -------------------------------- |
| 49701 -       | 1999 VZ1                 | 5 novembre 1999  | J. M. Roe                        |
| 49702 Koikeda | 1999 VC2                 | 4 novembre 1999  | A. Tsuchikawa                    |
| 49703 -       | 1999 VT12                | 11 novembre 1999 | C. W. Juels                      |
| 49704 -       | 1999 VR15                | 2 novembre 1999  | Spacewatch                       |
| 49705 -       | 1999 VC19                | 11 novembre 1999 | G. Bell, G. Hug                  |
| 49706 -       | 1999 VB21                | 10 novembre 1999 | T. Kagawa                        |
| 49707 -       | 1999 VZ23                | 13 novembre 1999 | F. Uto                           |
| 49708 -       | 1999 VH26                | 3 novembre 1999  | LINEAR                           |
| 49709 -       | 1999 VJ26                | 3 novembre 1999  | LINEAR                           |
| 49710 -       | 1999 VC27                | 3 novembre 1999  | LINEAR                           |
| 49711 -       | 1999 VB29                | 3 novembre 1999  | LINEAR                           |
| 49712 -       | 1999 VP29                | 3 novembre 1999  | LINEAR                           |
| 49713 -       | 1999 VB34                | 3 novembre 1999  | LINEAR                           |
| 49714 -       | 1999 VP34                | 3 novembre 1999  | LINEAR                           |
| 49715 -       | 1999 VZ34                | 3 novembre 1999  | LINEAR                           |
| 49716 -       | 1999 VZ35                | 3 novembre 1999  | LINEAR                           |
| 49717 -       | 1999 VR36                | 3 novembre 1999  | LINEAR                           |
| 49718 -       | 1999 VP39                | 10 novembre 1999 | LINEAR                           |
| 49719 -       | 1999 VE50                | 3 novembre 1999  | LINEAR                           |
| 49720 -       | 1999 VV52                | 3 novembre 1999  | LINEAR                           |
| 49721 -       | 1999 VX52                | 3 novembre 1999  | LINEAR                           |
| 49722 -       | 1999 VS63                | 4 novembre 1999  | LINEAR                           |
| 49723 -       | 1999 VX64                | 4 novembre 1999  | LINEAR                           |
| 49724 -       | 1999 VQ66                | 4 novembre 1999  | LINEAR                           |
| 49725 -       | 1999 VD67                | 4 novembre 1999  | LINEAR                           |
| 49726 -       | 1999 VF67                | 4 novembre 1999  | LINEAR                           |
| 49727 -       | 1999 VG69                | 4 novembre 1999  | LINEAR                           |
| 49728 -       | 1999 VE72                | 11 novembre 1999 | BAO Schmidt CCD Asteroid Program |
| 49729 -       | 1999 VB73                | 12 novembre 1999 | LINEAR                           |
| 49730 -       | 1999 VQ78                | 4 novembre 1999  | LINEAR                           |
| 49731 -       | 1999 VR80                | 4 novembre 1999  | LINEAR                           |
| 49732 -       | 1999 VX85                | 4 novembre 1999  | LINEAR                           |
| 49733 -       | 1999 VB103               | 9 novembre 1999  | LINEAR                           |
| 49734 -       | 1999 VR106               | 9 novembre 1999  | LINEAR                           |
| 49735 -       | 1999 VX106               | 9 novembre 1999  | LINEAR                           |
| 49736 -       | 1999 VU109               | 9 novembre 1999  | LINEAR                           |
| 49737 -       | 1999 VS112               | 9 novembre 1999  | LINEAR                           |
| 49738 -       | 1999 VP113               | 4 novembre 1999  | CSS                              |
| 49739 -       | 1999 VZ121               | 4 novembre 1999  | Spacewatch                       |
| 49740 -       | 1999 VV123               | 5 novembre 1999  | Spacewatch                       |
| 49741 -       | 1999 VW124               | 9 novembre 1999  | LINEAR                           |
| 49742 -       | 1999 VS129               | 11 novembre 1999 | Spacewatch                       |
| 49743 -       | 1999 VP143               | 11 novembre 1999 | CSS                              |
| 49744 -       | 1999 VO145               | 9 novembre 1999  | LINEAR                           |
| 49745 -       | 1999 VM153               | 11 novembre 1999 | Spacewatch                       |
| 49746 -       | 1999 VG156               | 12 novembre 1999 | LINEAR                           |
| 49747 -       | 1999 VK161               | 14 novembre 1999 | LINEAR                           |
| 49748 -       | 1999 VD166               | 14 novembre 1999 | LINEAR                           |
| 49749 -       | 1999 VQ166               | 14 novembre 1999 | LINEAR                           |
| 49750 -       | 1999 VV167               | 14 novembre 1999 | LINEAR                           |
| 49751 -       | 1999 VL168               | 14 novembre 1999 | LINEAR                           |
| 49752 -       | 1999 VP169               | 14 novembre 1999 | LINEAR                           |
| 49753 -       | 1999 VD172               | 14 novembre 1999 | LINEAR                           |
| 49754 -       | 1999 VL172               | 14 novembre 1999 | LINEAR                           |
| 49755 -       | 1999 VO172               | 14 novembre 1999 | LINEAR                           |
| 49756 -       | 1999 VJ177               | 5 novembre 1999  | LINEAR                           |
| 49757 -       | 1999 VO183               | 12 novembre 1999 | LINEAR                           |
| 49758 -       | 1999 VY188               | 15 novembre 1999 | LINEAR                           |
| 49759 -       | 1999 VX189               | 15 novembre 1999 | LINEAR                           |
| 49760 -       | 1999 VK190               | 15 novembre 1999 | LINEAR                           |
| 49761 -       | 1999 VU201               | 3 novembre 1999  | LINEAR                           |
| 49762 -       | 1999 VQ207               | 13 novembre 1999 | CSS                              |
| 49763 -       | 1999 VO210               | 12 novembre 1999 | LONEOS                           |
| 49764 -       | 1999 VE212               | 12 novembre 1999 | LINEAR                           |
| 49765 -       | 1999 VB217               | 4 novembre 1999  | LINEAR                           |
| 49766 -       | 1999 WS                  | 18 novembre 1999 | T. Urata                         |
| 49767 -       | 1999 WK2                 | 26 novembre 1999 | K. Korlević                      |
| 49768 -       | 1999 WP3                 | 28 novembre 1999 | T. Kobayashi                     |
| 49769 -       | 1999 WZ6                 | 28 novembre 1999 | K. Korlević                      |
| 49770 -       | 1999 WC7                 | 28 novembre 1999 | K. Korlević                      |
| 49771 -       | 1999 WP7                 | 28 novembre 1999 | K. Korlević                      |
| 49772 -       | 1999 WT7                 | 28 novembre 1999 | K. Korlević                      |
| 49773 -       | 1999 WJ8                 | 28 novembre 1999 | T. Kobayashi                     |
| 49774 -       | 1999 WT9                 | 30 novembre 1999 | T. Kobayashi                     |
| 49775 -       | 1999 WO13                | 29 novembre 1999 | K. Korlević                      |
| 49776 -       | 1999 WG18                | 28 novembre 1999 | K. Korlević                      |
| 49777 Cappi   | 1999 XS                  | 2 dicembre 1999  | P. G. Comba                      |
| 49778 -       | 1999 XT                  | 2 dicembre 1999  | LINEAR                           |
| 49779 -       | 1999 XG3                 | 4 dicembre 1999  | CSS                              |
| 49780 -       | 1999 XG6                 | 4 dicembre 1999  | CSS                              |
| 49781 -       | 1999 XT7                 | 4 dicembre 1999  | C. W. Juels                      |
| 49782 -       | 1999 XK9                 | 2 dicembre 1999  | Spacewatch                       |
| 49783 -       | 1999 XW9                 | 4 dicembre 1999  | Spacewatch                       |
| 49784 -       | 1999 XA10                | 5 dicembre 1999  | Spacewatch                       |
| 49785 -       | 1999 XB10                | 5 dicembre 1999  | Spacewatch                       |
| 49786 -       | 1999 XE11                | 5 dicembre 1999  | CSS                              |
| 49787 -       | 1999 XY11                | 6 dicembre 1999  | CSS                              |
| 49788 -       | 1999 XA13                | 5 dicembre 1999  | LINEAR                           |
| 49789 -       | 1999 XY15                | 6 dicembre 1999  | K. Korlević                      |
| 49790 -       | 1999 XF20                | 5 dicembre 1999  | LINEAR                           |
| 49791 -       | 1999 XF31                | 6 dicembre 1999  | LINEAR                           |
| 49792 -       | 1999 XO31                | 6 dicembre 1999  | LINEAR                           |
| 49793 -       | 1999 XX31                | 6 dicembre 1999  | LINEAR                           |
| 49794 -       | 1999 XH32                | 6 dicembre 1999  | LINEAR                           |
| 49795 -       | 1999 XJ32                | 6 dicembre 1999  | LINEAR                           |
| 49796 -       | 1999 XS32                | 6 dicembre 1999  | LINEAR                           |
| 49797 -       | 1999 XC33                | 6 dicembre 1999  | LINEAR                           |
| 49798 -       | 1999 XL33                | 6 dicembre 1999  | LINEAR                           |
| 49799 -       | 1999 XB34                | 6 dicembre 1999  | LINEAR                           |
| 49800 -       | 1999 XL34                | 6 dicembre 1999  | LINEAR                           |

## 49801-49900
| Nome    | Designazione provvisoria | Data di scoperta | Scopritore     |
| ------- | ------------------------ | ---------------- | -------------- |
| 49801 - | 1999 XP34                | 6 dicembre 1999  | LINEAR         |
| 49802 - | 1999 XA35                | 6 dicembre 1999  | LINEAR         |
| 49803 - | 1999 XG35                | 7 dicembre 1999  | LINEAR         |
| 49804 - | 1999 XM35                | 4 dicembre 1999  | CSS            |
| 49805 - | 1999 XC36                | 6 dicembre 1999  | T. Kobayashi   |
| 49806 - | 1999 XL38                | 8 dicembre 1999  | LINEAR         |
| 49807 - | 1999 XL39                | 6 dicembre 1999  | LINEAR         |
| 49808 - | 1999 XD40                | 6 dicembre 1999  | LINEAR         |
| 49809 - | 1999 XC42                | 7 dicembre 1999  | LINEAR         |
| 49810 - | 1999 XH43                | 7 dicembre 1999  | LINEAR         |
| 49811 - | 1999 XT44                | 7 dicembre 1999  | LINEAR         |
| 49812 - | 1999 XH46                | 7 dicembre 1999  | LINEAR         |
| 49813 - | 1999 XQ46                | 7 dicembre 1999  | LINEAR         |
| 49814 - | 1999 XL47                | 7 dicembre 1999  | LINEAR         |
| 49815 - | 1999 XK56                | 7 dicembre 1999  | LINEAR         |
| 49816 - | 1999 XZ57                | 7 dicembre 1999  | LINEAR         |
| 49817 - | 1999 XC58                | 7 dicembre 1999  | LINEAR         |
| 49818 - | 1999 XT58                | 7 dicembre 1999  | LINEAR         |
| 49819 - | 1999 XA59                | 7 dicembre 1999  | LINEAR         |
| 49820 - | 1999 XS64                | 7 dicembre 1999  | LINEAR         |
| 49821 - | 1999 XA70                | 7 dicembre 1999  | LINEAR         |
| 49822 - | 1999 XD70                | 7 dicembre 1999  | LINEAR         |
| 49823 - | 1999 XV71                | 7 dicembre 1999  | LINEAR         |
| 49824 - | 1999 XV73                | 7 dicembre 1999  | LINEAR         |
| 49825 - | 1999 XW73                | 7 dicembre 1999  | LINEAR         |
| 49826 - | 1999 XN74                | 7 dicembre 1999  | LINEAR         |
| 49827 - | 1999 XM77                | 7 dicembre 1999  | LINEAR         |
| 49828 - | 1999 XE82                | 7 dicembre 1999  | LINEAR         |
| 49829 - | 1999 XA83                | 7 dicembre 1999  | LINEAR         |
| 49830 - | 1999 XP83                | 7 dicembre 1999  | LINEAR         |
| 49831 - | 1999 XT83                | 7 dicembre 1999  | LINEAR         |
| 49832 - | 1999 XA84                | 7 dicembre 1999  | LINEAR         |
| 49833 - | 1999 XB84                | 7 dicembre 1999  | LINEAR         |
| 49834 - | 1999 XC84                | 7 dicembre 1999  | LINEAR         |
| 49835 - | 1999 XK84                | 7 dicembre 1999  | LINEAR         |
| 49836 - | 1999 XD85                | 7 dicembre 1999  | LINEAR         |
| 49837 - | 1999 XN85                | 7 dicembre 1999  | LINEAR         |
| 49838 - | 1999 XS86                | 7 dicembre 1999  | LINEAR         |
| 49839 - | 1999 XY87                | 7 dicembre 1999  | LINEAR         |
| 49840 - | 1999 XQ89                | 7 dicembre 1999  | LINEAR         |
| 49841 - | 1999 XN90                | 7 dicembre 1999  | LINEAR         |
| 49842 - | 1999 XS90                | 7 dicembre 1999  | LINEAR         |
| 49843 - | 1999 XP92                | 7 dicembre 1999  | LINEAR         |
| 49844 - | 1999 XR92                | 7 dicembre 1999  | LINEAR         |
| 49845 - | 1999 XA93                | 7 dicembre 1999  | LINEAR         |
| 49846 - | 1999 XE93                | 7 dicembre 1999  | LINEAR         |
| 49847 - | 1999 XO93                | 7 dicembre 1999  | LINEAR         |
| 49848 - | 1999 XG94                | 7 dicembre 1999  | LINEAR         |
| 49849 - | 1999 XK94                | 7 dicembre 1999  | LINEAR         |
| 49850 - | 1999 XM94                | 7 dicembre 1999  | LINEAR         |
| 49851 - | 1999 XM95                | 7 dicembre 1999  | T. Kobayashi   |
| 49852 - | 1999 XA96                | 9 dicembre 1999  | T. Kobayashi   |
| 49853 - | 1999 XG96                | 7 dicembre 1999  | LINEAR         |
| 49854 - | 1999 XB98                | 7 dicembre 1999  | LINEAR         |
| 49855 - | 1999 XV98                | 7 dicembre 1999  | LINEAR         |
| 49856 - | 1999 XC99                | 7 dicembre 1999  | LINEAR         |
| 49857 - | 1999 XD99                | 7 dicembre 1999  | LINEAR         |
| 49858 - | 1999 XZ99                | 7 dicembre 1999  | LINEAR         |
| 49859 - | 1999 XB100               | 7 dicembre 1999  | LINEAR         |
| 49860 - | 1999 XO100               | 7 dicembre 1999  | LINEAR         |
| 49861 - | 1999 XG101               | 7 dicembre 1999  | LINEAR         |
| 49862 - | 1999 XC104               | 9 dicembre 1999  | T. Kagawa      |
| 49863 - | 1999 XK104               | 7 dicembre 1999  | LINEAR         |
| 49864 - | 1999 XS104               | 10 dicembre 1999 | T. Kobayashi   |
| 49865 - | 1999 XF108               | 4 dicembre 1999  | CSS            |
| 49866 - | 1999 XG111               | 7 dicembre 1999  | CSS            |
| 49867 - | 1999 XL111               | 8 dicembre 1999  | CSS            |
| 49868 - | 1999 XF112               | 7 dicembre 1999  | LINEAR         |
| 49869 - | 1999 XG115               | 12 dicembre 1999 | G. W. Billings |
| 49870 - | 1999 XK118               | 5 dicembre 1999  | CSS            |
| 49871 - | 1999 XY118               | 5 dicembre 1999  | CSS            |
| 49872 - | 1999 XT124               | 7 dicembre 1999  | CSS            |
| 49873 - | 1999 XZ124               | 7 dicembre 1999  | CSS            |
| 49874 - | 1999 XW129               | 12 dicembre 1999 | LINEAR         |
| 49875 - | 1999 XR130               | 12 dicembre 1999 | LINEAR         |
| 49876 - | 1999 XG131               | 12 dicembre 1999 | LINEAR         |
| 49877 - | 1999 XD133               | 12 dicembre 1999 | LINEAR         |
| 49878 - | 1999 XF134               | 12 dicembre 1999 | LINEAR         |
| 49879 - | 1999 XH135               | 6 dicembre 1999  | LINEAR         |
| 49880 - | 1999 XP135               | 8 dicembre 1999  | LINEAR         |
| 49881 - | 1999 XO138               | 4 dicembre 1999  | Spacewatch     |
| 49882 - | 1999 XO140               | 2 dicembre 1999  | Spacewatch     |
| 49883 - | 1999 XW140               | 2 dicembre 1999  | Spacewatch     |
| 49884 - | 1999 XA144               | 10 dicembre 1999 | LINEAR         |
| 49885 - | 1999 XG146               | 7 dicembre 1999  | Spacewatch     |
| 49886 - | 1999 XX151               | 7 dicembre 1999  | Spacewatch     |
| 49887 - | 1999 XH156               | 8 dicembre 1999  | LINEAR         |
| 49888 - | 1999 XQ156               | 8 dicembre 1999  | LINEAR         |
| 49889 - | 1999 XA158               | 8 dicembre 1999  | LINEAR         |
| 49890 - | 1999 XE158               | 8 dicembre 1999  | LINEAR         |
| 49891 - | 1999 XF158               | 8 dicembre 1999  | LINEAR         |
| 49892 - | 1999 XG159               | 8 dicembre 1999  | LINEAR         |
| 49893 - | 1999 XF160               | 8 dicembre 1999  | LINEAR         |
| 49894 - | 1999 XJ160               | 8 dicembre 1999  | LINEAR         |
| 49895 - | 1999 XK160               | 8 dicembre 1999  | LINEAR         |
| 49896 - | 1999 XN160               | 8 dicembre 1999  | LINEAR         |
| 49897 - | 1999 XY160               | 8 dicembre 1999  | LINEAR         |
| 49898 - | 1999 XZ160               | 8 dicembre 1999  | LINEAR         |
| 49899 - | 1999 XA163               | 8 dicembre 1999  | Spacewatch     |
| 49900 - | 1999 XV163               | 8 dicembre 1999  | CSS            |

## 49901-50000
| Nome         | Designazione provvisoria | Data di scoperta | Scopritore                  |
| ------------ | ------------------------ | ---------------- | --------------------------- |
| 49901 -      | 1999 XK164               | 8 dicembre 1999  | LINEAR                      |
| 49902 -      | 1999 XS164               | 8 dicembre 1999  | LINEAR                      |
| 49903 -      | 1999 XK165               | 8 dicembre 1999  | LINEAR                      |
| 49904 -      | 1999 XN165               | 8 dicembre 1999  | LINEAR                      |
| 49905 -      | 1999 XU165               | 8 dicembre 1999  | LINEAR                      |
| 49906 -      | 1999 XX165               | 8 dicembre 1999  | LINEAR                      |
| 49907 -      | 1999 XZ165               | 9 dicembre 1999  | LINEAR                      |
| 49908 -      | 1999 XZ168               | 10 dicembre 1999 | LINEAR                      |
| 49909 -      | 1999 XB169               | 10 dicembre 1999 | LINEAR                      |
| 49910 -      | 1999 XS169               | 10 dicembre 1999 | LINEAR                      |
| 49911 -      | 1999 XT169               | 10 dicembre 1999 | LINEAR                      |
| 49912 -      | 1999 XY170               | 10 dicembre 1999 | LINEAR                      |
| 49913 -      | 1999 XE171               | 10 dicembre 1999 | LINEAR                      |
| 49914 -      | 1999 XG171               | 10 dicembre 1999 | LINEAR                      |
| 49915 -      | 1999 XU171               | 10 dicembre 1999 | LINEAR                      |
| 49916 -      | 1999 XV171               | 10 dicembre 1999 | LINEAR                      |
| 49917 -      | 1999 XG172               | 10 dicembre 1999 | LINEAR                      |
| 49918 -      | 1999 XX172               | 10 dicembre 1999 | LINEAR                      |
| 49919 -      | 1999 XY172               | 10 dicembre 1999 | LINEAR                      |
| 49920 -      | 1999 XV173               | 10 dicembre 1999 | LINEAR                      |
| 49921 -      | 1999 XL174               | 10 dicembre 1999 | LINEAR                      |
| 49922 -      | 1999 XP174               | 10 dicembre 1999 | LINEAR                      |
| 49923 -      | 1999 XQ174               | 10 dicembre 1999 | LINEAR                      |
| 49924 -      | 1999 XY174               | 10 dicembre 1999 | LINEAR                      |
| 49925 -      | 1999 XJ175               | 10 dicembre 1999 | LINEAR                      |
| 49926 -      | 1999 XK175               | 10 dicembre 1999 | LINEAR                      |
| 49927 -      | 1999 XG176               | 10 dicembre 1999 | LINEAR                      |
| 49928 -      | 1999 XN176               | 10 dicembre 1999 | LINEAR                      |
| 49929 -      | 1999 XU176               | 10 dicembre 1999 | LINEAR                      |
| 49930 -      | 1999 XZ176               | 10 dicembre 1999 | LINEAR                      |
| 49931 -      | 1999 XL177               | 10 dicembre 1999 | LINEAR                      |
| 49932 -      | 1999 XK178               | 10 dicembre 1999 | LINEAR                      |
| 49933 -      | 1999 XD179               | 10 dicembre 1999 | LINEAR                      |
| 49934 -      | 1999 XU179               | 10 dicembre 1999 | LINEAR                      |
| 49935 -      | 1999 XV179               | 10 dicembre 1999 | LINEAR                      |
| 49936 -      | 1999 XD180               | 10 dicembre 1999 | LINEAR                      |
| 49937 -      | 1999 XO180               | 10 dicembre 1999 | LINEAR                      |
| 49938 -      | 1999 XS180               | 10 dicembre 1999 | LINEAR                      |
| 49939 -      | 1999 XV180               | 10 dicembre 1999 | LINEAR                      |
| 49940 -      | 1999 XZ186               | 12 dicembre 1999 | LINEAR                      |
| 49941 -      | 1999 XN187               | 12 dicembre 1999 | LINEAR                      |
| 49942 -      | 1999 XL188               | 12 dicembre 1999 | LINEAR                      |
| 49943 -      | 1999 XW192               | 12 dicembre 1999 | LINEAR                      |
| 49944 -      | 1999 XQ193               | 12 dicembre 1999 | LINEAR                      |
| 49945 -      | 1999 XC201               | 12 dicembre 1999 | LINEAR                      |
| 49946 -      | 1999 XD204               | 12 dicembre 1999 | LINEAR                      |
| 49947 -      | 1999 XY204               | 12 dicembre 1999 | LINEAR                      |
| 49948 -      | 1999 XF205               | 12 dicembre 1999 | LINEAR                      |
| 49949 -      | 1999 XG207               | 12 dicembre 1999 | LINEAR                      |
| 49950 -      | 1999 XJ207               | 12 dicembre 1999 | LINEAR                      |
| 49951 -      | 1999 XT211               | 13 dicembre 1999 | LINEAR                      |
| 49952 -      | 1999 XH212               | 14 dicembre 1999 | LINEAR                      |
| 49953 -      | 1999 XL215               | 14 dicembre 1999 | LINEAR                      |
| 49954 -      | 1999 XL216               | 13 dicembre 1999 | Spacewatch                  |
| 49955 -      | 1999 XU216               | 13 dicembre 1999 | Spacewatch                  |
| 49956 -      | 1999 XZ220               | 14 dicembre 1999 | LINEAR                      |
| 49957 -      | 1999 XQ221               | 15 dicembre 1999 | LINEAR                      |
| 49958 -      | 1999 XC223               | 15 dicembre 1999 | LINEAR                      |
| 49959 -      | 1999 XJ225               | 13 dicembre 1999 | Spacewatch                  |
| 49960 -      | 1999 XN225               | 13 dicembre 1999 | Spacewatch                  |
| 49961 -      | 1999 XZ226               | 15 dicembre 1999 | Spacewatch                  |
| 49962 -      | 1999 XU227               | 15 dicembre 1999 | Spacewatch                  |
| 49963 -      | 1999 XH228               | 14 dicembre 1999 | Spacewatch                  |
| 49964 -      | 1999 XQ228               | 14 dicembre 1999 | Spacewatch                  |
| 49965 -      | 1999 XA231               | 7 dicembre 1999  | CSS                         |
| 49966 -      | 1999 XT231               | 8 dicembre 1999  | LINEAR                      |
| 49967 -      | 1999 XC235               | 3 dicembre 1999  | LONEOS                      |
| 49968 -      | 1999 XN243               | 3 dicembre 1999  | LONEOS                      |
| 49969 -      | 1999 XS247               | 6 dicembre 1999  | LINEAR                      |
| 49970 -      | 1999 XD249               | 6 dicembre 1999  | LINEAR                      |
| 49971 -      | 1999 XZ249               | 6 dicembre 1999  | LINEAR                      |
| 49972 -      | 1999 XL255               | 12 dicembre 1999 | Spacewatch                  |
| 49973 -      | 1999 YQ                  | 16 dicembre 1999 | LINEAR                      |
| 49974 -      | 1999 YT2                 | 16 dicembre 1999 | Spacewatch                  |
| 49975 -      | 1999 YZ2                 | 16 dicembre 1999 | LINEAR                      |
| 49976 -      | 1999 YR4                 | 28 dicembre 1999 | G. Hug, G. Bell             |
| 49977 -      | 1999 YS4                 | 28 dicembre 1999 | G. Hug, G. Bell             |
| 49978 -      | 1999 YT5                 | 28 dicembre 1999 | LINEAR                      |
| 49979 -      | 1999 YB8                 | 27 dicembre 1999 | Spacewatch                  |
| 49980 -      | 1999 YQ10                | 27 dicembre 1999 | Spacewatch                  |
| 49981 -      | 1999 YJ13                | 30 dicembre 1999 | K. Korlević                 |
| 49982 -      | 1999 YP22                | 31 dicembre 1999 | LONEOS                      |
| 49983 -      | 1999 YX22                | 31 dicembre 1999 | LONEOS                      |
| 49984 -      | 2000 AA1                 | 2 gennaio 2000   | Spacewatch                  |
| 49985 -      | 2000 AX1                 | 2 gennaio 2000   | K. Korlević                 |
| 49986 -      | 2000 AF2                 | 3 gennaio 2000   | T. Kobayashi                |
| 49987 Bonata | 2000 AB5                 | 3 gennaio 2000   | L. Tesi, G. Forti           |
| 49988 -      | 2000 AE5                 | 3 gennaio 2000   | T. Kagawa                   |
| 49989 -      | 2000 AJ5                 | 2 gennaio 2000   | K. Korlević                 |
| 49990 -      | 2000 AK5                 | 4 gennaio 2000   | K. Korlević                 |
| 49991 -      | 2000 AZ5                 | 4 gennaio 2000   | Spacewatch                  |
| 49992 -      | 2000 AQ7                 | 2 gennaio 2000   | LINEAR                      |
| 49993 -      | 2000 AH8                 | 2 gennaio 2000   | LINEAR                      |
| 49994 -      | 2000 AR9                 | 2 gennaio 2000   | LINEAR                      |
| 49995 -      | 2000 AG11                | 3 gennaio 2000   | LINEAR                      |
| 49996 -      | 2000 AP11                | 3 gennaio 2000   | LINEAR                      |
| 49997 -      | 2000 AZ12                | 3 gennaio 2000   | LINEAR                      |
| 49998 -      | 2000 AA13                | 3 gennaio 2000   | LINEAR                      |
| 49999 -      | 2000 AW14                | 3 gennaio 2000   | LINEAR                      |
| 50000 Quaoar | 2002 LM60                | 4 giugno 2002    | C. A. Trujillo, M. E. Brown |